# أمين ساعاتي
أمين ساعاتي (1945 - 15 يونيو 2025) مؤرخ رياضي سعودي، ولد في حي العلوي في جدة عام 1945م (1364هـ). ويعد رائداً من رواد التاريخ الرياضي وأول من أصدر كتاباً رياضياً في السعودية بإصدار كتاب (الاتحاد في التاريخ) عام 1382هـ. وله الكثير من المؤلفات التي تؤرخ للرياضة في المملكة العربية السعودية من أبرزها «موسوعة الحركة الرياضية في المملكة العربية السعودية» التي تتألف من اثني عشر جزءاً. توفي في 15 يونيو 2025م.

## التعليم
- حاصل على درجة الدكتوراه في الإدارة العامة والعلاقات الدولية من جامعة كليرمونت في الولايات المتحدة عام 1981م.[4]
- حاصل على درجة البكالوريوس في الاقتصاد من جامعة الملك عبد العزيز في جدة.[1]

## العمل والعضويات
- لعب مع نادي الاتحاد السعودي مع جيل اللاعبين: أحمد مسعود، وغازي كيال، وعبد المجيد بكر، وعبد الرزاق بكر، وغازي ناصر، وعبد المجيد رجخان، ومحمد حسام الدين (القملة).
- بعد اعتزاله بداية الثمانينات الهجرية، اتجه أمين ساعاتي للسلك التحكيمي في ألعاب: كرة القدم والطائرة وتنس الطاولة.
- انتقل للعمل الإداري الثقافي بالإشراف على النشاط الثقافي في نادي الهلال السعودي عام 1387هـ (1967م) بطلب من مؤسس النادي ورائد الحركة الرياضيَّة الأول في المنطقة الوسطى الشيخ عبد الرحمن بن سعيد.
- عمل سكرتيرًا في النادي الأهلي بجدة.[5]
- عمل محرراً رياضياً في جريدة عكاظ، ثم أصبح رئيساً للقسم الرياضي، ثم مديراً لتحرير، إلى أن وصل لمنصب نائب رئيس التحرير في جريدة عكاظ.
- عمل رئيساً لتحرير مجلة (النادي).
- عمل مديراً لنادي الثغر في جدة.
- عمل عضو هيئة تدريس في كلية الأعمال في جامعة الملك عبد العزيز.
- الوزير المفوض الأسبق في جامعة الدول العربية.
- عضو مؤسسة عكاظ الصحفية.[6]

## إصدارات
- (الاتحاد في التاريخ).
- (تاريخ الحركة الرياضية في المملكة العربية السعودية). صدر عام 1389هـ.
- (موسوعة الحركة الرياضية في المملكة العربية السعودية). صدرت عام 1419هـ.[7]
- (الوثائق التاريخية لموسوعة تاريخ الحركة الرياضية في المملكة العربية السعودية).
- (جدة والجدادوة: عبقريات في الزمان والمكان).
- (جريدة عكاظ: تاريخ وعطاء)
- (الإعلام الرياضي في المملكة العربية السعودية).
- (حارات جدة التاريخية: الجزء الأول حارة المظلوم وحارة الشام).[8]
- (الجداودة: بيوت وعائلات مرموقة).[9]
- (اتحاديون بالوراثة).[10]
- (علم العلاقات الرياضية الدولية: من وحي مونديال قطر 2022). صدر عام 2023.[11]

## الوفاة
توفي يوم الأحد 15 يونيو 2025م الموافق 19 ذو الحجة 1446هـ.